# Öronkalankoe
Öronkalankoe (Kalanchoe laxiflora) är en art i familjen fetbladsväxter från centrala Madagaskar.
Öronkalankoe är en suckulent ört med röda klockliknande blommor.

## Synonymer
Bryophyllum crenatum Baker
Bryophyllum laxiflorum (Baker) Govaerts
Kalanchoe crenata (Baker) Raym.-Hamet